# أنس حقاني
أنس حقاني (23 يوليو 1993-) هو قيادي في حركة طالبان الأفغانية وشاعر وعضو فريق التفاوض في مكتب قطر. وهو الابن الأصغر للقائد العسكري جلال الدين حقاني الذي حارب السوفييت والأمريكيين، وشقيق سراج الدين حقاني زعيم شبكة حقاني.
يصفه بيل روجيو بأنه «داعية رئيسي وجامع تبرعات وسفير لعائلة حقاني»، وخاصة في العالم العربي.

## سيرته
درس في مدرسة محلية في شمال وزيرستان، في باكستان، حتى الصف السابع، بينما كان والده يدَّرس له في المنزل الدراسات الإسلامية.
في عام 2014 اعتُقل البحرين وهو في العشرين من عمره، عندما كان في طريقه لزيارة صديق لوالده بشكل قانوني. واعتقلته القوات الأمريكية وأعادته إلى قطر بعد 24 ساعة من الاستجواب ونقلته إلى سجن باغرام في أفغانستان. وأطلق سراحه في عملية تبادل أسرى بعد أربع سنوات. خلال السجن حُكم عليه بالإعدام مرتين. بينما قال المتحدث باسم طالبان الأفغانية سهيل شاهين أن أنس كان طالبًا حينها ولم يكن قد انخرط في حركة طالبان.
في أغسطس 2021 قام حقاني مع أحمدالله واثق بزيارة مجلس الكريكيت الأفغاني. والتقيا مع مسؤولي مجلس الكريكيت واللاعبين الوطنيين وأكدوا لهم كل تعاون ممكن من أجل الترويج للكريكت.